# قضية السيارة الجيب
قضية السيارة الجيب في 15 نوفمبر 1948 قام عدد من أعضاء النظام الخاص بجماعة الإخوان المسلمين في مصر بنقل أوراق خاصة بالنظام وبعض الأسلحة والمتفجرات في سيارة جيب من إحدى الشقق بحي المحمدي إلى شقة أحد الإخوان بالعباسية إلا أنه تم الاشتباه في السيارة التي لم تكن تحمل أرقاماً وتم القبض على أعضاء التنظيم والسيارة لينكشف بذلك النظام الخاص السري لجماعة الإخوان المسلمين. وأدى هذا الحادث إلى إعلان محمود فهمي النقراشي رئيس الوزراء آنذاك أمرا عسكريا بحل جماعة الإخوان المسلمين واعتقال أعضائها وتأميم ممتلكاتها وفصل موظفي الدولة والطلبة المنتمين لها، وكان هذا القرار سببا جعل النظام الخاص يقوم بقتل النقراشي، وانتهت القضية فيما بعد ببراءة النظام الخاص من التهم المنسوبة إليه وإلغاء قرار النقراشي من حل الجماعة وتأميم ممتلكاتها.

## ملابسات ضبط السيارة الجيب
قام النقراشي باشا بحل فرع الإخوان المسلمين في الإسماعيلية وكانت هناك إرهاصات كثيرة عن عزم الحكومة على حل جماعة الإخوان المسلمين عامة فقرر أحمد عادل كمال العضو بالتنظيم الخاص أن ينقل بعض الأوراق والمعدات المتعلقة بالنظام من إحدى الشقق بحي المحمدي إلى شقة أحد الإخوان بالعباسية واصطحب معه طاهر عماد الدين في إحدى السيارات المخصصة لأعمال النظام الخاص وهي سيارة جيب يقودها مصطفى كمال عبد المجيد.
ولقد تم نقل كل موجودات شقة المحمدي إلى السيارة واتجهت حتى وصلت منزل إبراهيم محمود علي بالعباسية لتودع هذه الموجودات أمانة هناك وكان ذلك حوالي الساعة الثالثة من بعد ظهر 15 نوفمبر 1948م في شارع جنينة القوادر بـحي الوايلي أمام المنزل رقم 38، وكان من سكان هذا المنزل مُخبر في حالة خصام مع جاره إبراهيم محمود علي، هو البوليس الملكي صبحي علي سالم، وهناك لاحظ المخبر أن السيارة لا تحمل أرقامًا وأنها تخص خصمه إبراهيم محمود علي، فانتهز الفرصة بأن يضبط السيارة كيدًا في إبراهيم، وقد اشتد سروره عندما تبين أن الأمر أكبر من مجرد استعمال سيارة بدون ترخيص فقد كان في السيارة بعض المحظورات من الأسلحة والمتفجرات.
جرى ركاب السيارة ولكنه لاحقهم واستعان بالناس صارخًا أنهم صهيونيون، فتم ضبط كل من أحمد عادل كمال وطاهر عماد الدين، أما مصطفى كمال عبد المجيد لم يضبط.
أبلغ مصطفى كمال عبد المجيد الأخ سعد كمال صاحب ورشة سيارات في شارع أحمد سعيد قرب تقاطعه بشارع الملكة نازلي (شارع رمسيس حاليًا) بواقعة ضبط السيارة وأعطاه فكرة عن محتوياتها.
وكان هناك في نفس يوم ضبط السيارة اجتماع لقيادة النظام بمنزل مصطفى مشهور الذي يقع منزله قريبًا من ورشة سعد كمال، فتوجه الأخ سعد كمال إلى منزل الأخ مصطفى مشهور دون أن يعلم شيئا عن الاجتماع المنتظر بمنزله، ليبلغه بواقعة ضبط السيارة، كما توجه مصطفى كمال عبد المجيد إلى منزل محمود الصباغ دون أن يعلم هو أيضا شيئا عن هذا الاجتماع، ليبلغه واقعة ضبط السيارة وكان هذان البلاغان قبل موعد اجتماع قيادة النظام بما يقرب من ساعتين.
فقام مصطفى مشهور بإخلاء منزله من أي أوراق لها علاقة بأعمال النظام تحسبًا أن يفتش كغيره من الإخوان المعروفين، فجعلها جميعًا في حقيبة، وذهب ليودعها عند قريب لا علاقة له بالإخوان، وهو لا يدري أنه سيسير في نفس الشارع الذي ضبطت فيه السيارة الجيب، وترك رسالة في منزله أنه سيعود حالا لحضور الاجتماع.
ذهب محمود الصباغ وأحمد زكي حسن وأحمد حسنين من قيادة النظام إلى منزل مصطفى لينتظروه في حجرة الصالون، وفي هذا الوقت قبض كان قد قبض على مصطفى مشهور ومعه الحقيبة التي تحتوي على الاوراق الخاصة بالنظام.
دخل ممثلو النيابة والبوليس إلى شقة مصطفى مشهور لتفتيشها وقادة النظام جلوس في حجرة الصالون، فقبض عليهم، أما عبد الرحمن السندي فقد لاحظ وهو في الطريق إلى الاجتماع الحركة الغير عادية خارج منزل مشهور فاستمر في سيره إلى منزله ولم يقبض عليه في هذا اليوم، وإن كان قد قبض عليه بعد ذلك عندما ورد اسمه في التحقيقات.

## المتهمون في القضية
في يوم 21 نوفمبر 1948 نشرت الصحف نبأ أذاعته وزارة الداخلية يقول: «إنه قد تم ضبط سيارة جيب بها كميات كبيرة جدا من المتفجرات الخطرة والأوراق في دائرة قسم الوايلي أمام أحد المنازل. وتبين أن راكبي السيارة الذين جروا وقبض عليهم من جماعة الإخوان المسلمين». وفي 25 سبتمبر 1949 وضع النائب العام محمد عزمي بك تقرير الاتهام في هذه القضية، فقدم 33 متهما بتهمة الاتفاق الجنائي علي قلب نظام الحكم، أما المتهمون فهم:
1. عبد الرحمن علي السندي - 32 سنة - موظف بوزارة الزراعة
2. مصطفى مشهور - 27 سنة - مهندس بالأرصاد الجوية
3. محمود الصباغ - 28 سنة - مهندس بالأرصاد الجوية
4. أحمد زكي حسن - 25 سنة - مدرس ابتدائي
5. أحمد محمد حسنين - 28 سنة - مراقب حسابات شركة المعادن
6. محمد فرغلي النخيلي - 29 سنة - تاجر معادن
7. أحمد قدري الحارتي - 21 سنة - مهندس بالطيران المدني
8. محمد حسني عبد الباقي - 33 سنة - عضو مجلس مديرية الجيزة
9. أحمد متولي حجازي - 29 سنة - تاجر راديو
10. السيد فايز عبد المطلب - 29 سنة - مهندس ومقاول مباني
11. أحمد عادل كمال - 23 سنة - موظف بالبنك الأهلي
12. طاهر عماد الدين - 25 سنة - مهندس
13. إبراهيم محمود علي - 30 سنة - ترزي
14. دكتور أحمد الملط - 32 سنة - طبيب بوزارة الصحة
15. جمال الدين فوزي - 39 سنة - موظف بالبريد
16. محمود حلمي فرغلي - 27 سنة - موظف بالداخلية
17. محمد أحمد علي - 25 سنة - موظف بالأشغال
18. عبد الرحمن عثمان - 22 سنة - طالب حقوق
19. السيد إسماعيل شلبي - 44 سنة - تاجر
20. محمد بكر سليمان - 26 سنة - نساج
21. أسعد السيد أحمد - 26 سنة - ميكانيكي
22. صلاح الدين عبد المتعال - 18 سنة - طالب ثانوي
23. جمال الدين الشامي - 26 سنة - مهندس ري
24. جلال الدين ياسين - 24 سنة - موظف وطالب بالتجارة
25. محمد الطاهر حجازي - 24 سنة - طالب بالزراعة
26. عبد العزيز البقلي - 24 سنة - تـرزي
27. كمال القزاز - 27 سنة - نـجـار
28. محمد سعد الدين السنانيري - 27 سنة - مقاول نقل
29. علي حسنين الحريري - 27 سنة - قوموسيونجي
30. محمد محمد فرغلي - 42 سنة - واعظ الإسماعيلية
31. محمد إبراهيم سويلم - 22 سنة - فلاح بالإسماعيلية
32. سليمان مصطفى عيسى - 23 سنة - فلاح بالإسماعيلية
33. زياد حسن العوفي - 24 سنة - طالب

## قرار الاتهام
وفي 25 سبتمبر 1949 وضع النائب العام محمد عزمي بك تقرير الاتهام في هذه القضية، فقدم 32 متهما بتهمة الاتفاق الجنائي على قلب نظام الحكم، وجاءت بنود الاتهام في إحدى عشر بندا وهم:
1- قلب وتغيير دستور الدولة وشكل الحكومة بالقوة بواسطة عصابات مسلحة وباستعمال قنابل وآلات مفرقعة بنيّة ارتكاب هذه الجريمة وبغرض ارتكاب قتل سياسي الأمر المنطبق على المادتين 87، 88 فقرة أولى من قانون العقوبات.
2- إتلاف سيارات وأسلحة الجيش المصري المعدة للدفاع عن البلاد الأمر المنطبق على المادة 81 من قانون العقوبات.
3- تخريب المنشآت الحكومية وأقسام ومراكز البوليس ومحطات الإضاءة والمياه وغيرها، الأمر المنطبق على المادة 90 من قانون العقوبات.
4- قتل عدد كبير من المصريين والأجانب مبينين بالمحضر، وذلك عمدًا مع سبق الإصرار والترصد، الأمر المنطبق على المواد 230، 231، 232 من قانون العقوبات.
5- تعريض حياة الناس وأموالهم عمدًا للخطر باستعمال القنابل والمفرقعات في عدد من السفارات والقنصليات الأجنبية وغيرها من الأماكن العامة والخاصة المأهولة بالسكان والمبينة بالمحضر، الأمر المنطبق على المادة 358 فقرة ثانية وثالثة من قانون العقوبات.
6- تعطيل وسائل النقل العامة بنسف قطارات السكك الحديدية وجسورها وخطوطها، ونسف الطرق والكباري العامة وسيارات الأوتوبيس وتعطيل القوى الكهربائية المولدة لحركة خطوط ترام القاهرة، الأمر المنطبق على المادة 167 من قانون العقوبات.
7- إتلاف الخطوط التغلرافية والتليفونية الحكومية عمدًا في زمن الفتنة التي اعتزموا نشرها بقطع أسلاكها وقوائمها ونسف أدواتها أو إتلافها بوسائل أخرى مما يترتب عليه انقطاع المخابرات بين ذوي السلطة العمومية ومنع توصيل المخابرات بين الناس، الأمر المنطبق على المادتين 165، 166 من قانون العقوبات.
8- سرقة البنك الأهلي وبعض المحال التجارية بطريق الإكراه، وذلك باقتحامها بواسطة أشخاص مسلحين بالمدافع والقنابل وقتل من يعترض سبيلهم من الحراس أو غيرهم والاستيلاء بذلك على ما فيها من أموال وبضائع الأمر المنطبق على المادة 314 من قانون العقوبات.
9- إتلاف مباني شركة قنال السويس وترام القاهرة، وذلك عمدًا بقصد الإساءة، مما ينشأ عنه تعطيل وتوقيف أعمالها ذات المنفعة العامة، ويترتب عليه جعل حياة الناس وأمنهم في خطر، الأمر المنطبق على المادة 361 فقرة أولى وثانية من قانون العقوبات.
10- قتل خيول البوليس عمدا بدون مقتضى بطريق التسمم، الأمر المنطبق على المادة 355 (أولا وثانيًا) من قانون العقوبات.
11- إقامة واستعمال محطات سرية للإذاعة اللاسلكية بدون إخطار إدارة تلغرافات وتليفونات الحكومة المصرية، وبغير ترخيص منها، الأمر المنطبق على المواد 1، 2، 5 من الأمر العسكري رقم 8.

## هيئات الدفـاع
- المحامون الأساتذة (مرتبون حسب ترتيب المتهمين):

محمود كامل - أحمد رشدي بك - عبده أبو شقة - حسن الجداوي - علي منصور
إبراهيم رياض - فتحي رضوان - الدكتور عزيز فهمي - زكي عريبي - يوسف حلمي
فهمي أبو غدير - عبد المجيد نافع - فهمي القلعاوي - مختار عبد العليم
علي حسين بك - علي بدوي بك - شمس الدين الشناوي - الدكتور مصطفى القللي بك
صلاح توفيق - جمال عبد الفتاح - طاهر الخشاب - محمد المسماري
إسماعيل وهبي - حسن العشماوي - حنفي عبود - هنري فارس

## شهادة الشهود في القضية

### شهادةأمين الحسينيمفتيفلسطين
- س: هل كان لجماعة الإخوان المسلمين حركة مشاركة في حرب فلسطين؟
- ج: نعم كان للإخوان المسلمين حركة مشاركة في حرب فلسطين منذ البدء، وقاموا بدعاية لها، ثم شاركوا بأنفسهم في سنة 1936 أثناء الجهاد هناك، وجمعوا أسلحة وذخيرة وذهب فريق منهم إلى الجهاد هناك واستمروا على ذلك يعنون بهذه القضية ويخدمونها بأنفسهم وبجهودهم وبكل ما يستطيعون حتى النهاية.
- س: هل كان بعض رجال الهيئة العربية كعبد القادر الحسيني أو غيره يستعينون ببعض الإخوان في جمع الأسلحة وشرائها؟
- ج: نعم كان عبد القادر الحسيني بك وغيره يستعينون بالإخوان المسلمين في شراء الأسلحة والذخيرة ويدفعون ثمن هذه الأسلحة.
- س: هل تعرف أن من بينهم محمود الصباغ؟.
- ج: نعم قد كان أحد الذين كلفوا من قبل عبد القادر بك الحسيني وغيره لشراء الأسلحة وأعرف أنه اشترى صفقات بلغت نحو ثلاثة آلاف جنيه وأنه اشترى بها فعلا أسلحة وسلمها إلى المنوط بهم استلامها من الهيئة.
- س: هل كان الإخوان المسلمون في أول جهادهم على صلة بعبد القادر الحسيني بك قبل دخول الجيوش النظامية؟
- ج: نعم كان لهم صلة وحارب فريق منهم معه، وبعضهم استشهد في معركة القسطل.
- س: وهل استمروا يجاهدون بعد دخول الجيوش العربية؟
- ج: نعم.
- س: هل ظلت الهيئة العربية تجمع أسلحة بعد دخول الجيوش العربية؟
- ج: نعم ظلت تجمع أسلحة بعد دخول الجيوش، وكذلك الإخوان وأذكر حادثة قد يكون لها أهمية في هذا الموضوع وهي أن الشيخ حسن البنا زارني بعد الهدنة الأولى وقال لي ما يدل على قلقه مما ظهر في بعض الجيوش العربية من التخاذل ومما لمسه من الدسائس التي ترمي إلى هدم قضية فلسطين، وتسليم فلسطين إلى اليهود وبدون حرب، وقال لي: إنه يشعر بقلق شديد مما لمسه من هذا التخاذل والدسائس، ولذلك فقد فكر في أنه سيرسل نحو عشرة آلاف من الإخوان المسلمين ليشتركوا مع المجاهدين في فلسطين وقال أنه سيعرض الأمر على المختصين في الحكومة المصرية لتمونهم وتسلحهم، وإذا تعذر تسليحهم بسبب قلة السلاح فإنه سيطلب إلى جميع الشعب لتجهز كل شعبة متطوعيها بسلاح تشتريه، بحيث يتسلح عشرة آلاف، وكان مصممًا على هذه الفكرة واعتقد أنه طلب إلى هذه الشعب أن تجمع الأسلحة، وأخذ في تنفيذ هذه الخطة، ولكن لا أدري كم استطاع أن يرسل منهم في ذلك الحين، وهذا يدل على أنهم كانوا يشترون الأسلحة حتى بعد دخول الجيوش النظامية وذلك بسبب خيبة الآمال في بعض الجيوش العربية.
- س: متى حصل هذا الحديث؟
- ج: بعد الهدنة الأولى بأيام قليلة وبعد أن ظهر ذلك التخاذل وهذه المؤامرات.
- س: ومتى كانت الهدنة الأولى؟
- ج: الهدنة الأولى كانت في يونيو والجيوش العربية دخلت فلسطين في 15 مايو أي بعد 21 يومًا من دخولها.
- س: إلى أي تاريخ ظلت الهيئة العربية ترسل أسلحة إلى فلسطين؟
- ج: استمرت حسب ما أذكر ترسل الأسلحة إلى آخر سنة 1948 وأظن أن آخر دفعة أرسلتها كانت في اليوم العاشر أو الحادي عشر من شهر ديسمبر سنة 1948.
- س: هل استولت الحكومة المصرية على أسلحة من مخازن الهيئة العربية؟
- ج: نعم حول 4 أغسطس استولت الحكومة على أسلحة وذخائر من مخازن الهيئة العربية في حلمية الزيتون وفي المرج، ولها مصانع، وكذلك استولت الحكومة على بعض مخازن بمرسى مطروح.
- س: ولماذا استولت الحكومة على هذه الأسلحة؟
- ج: لا أدري تمامًا ما هي الأسباب، وإنما النقراشي باشا عندما كلمته في هذا الشأن قال لي إن هذا أمر بسيط ونحن سننقل لكم الأسلحة إلى الحدود وأمر بنقلها إلى العريش وإلى الحدود، ولكنها لم تسلم إلينا ولا أعلم إلى الآن مصيرها.
- س: وكيف جمعتم أسلحة بعد ذلك؟
- ج: بعد ذلك بأسبوعين أو ثلاثة سمح لنا بجمع الأسلحة مرة أخرى.
- س: وهل كانت مقابلتك للنقراشي باشا قبل التصريح أو بعده؟
- ج: أنا قابلته في أواخر شهر أغسطس على ما أذكر أنا وعزام باشا، وقال سنرسل لكم الأسلحة، وبعد هذه المقابلة بنحو أسبوعين سمحت الحكومة بالجمع، وعندما صادرت الأسلحة واستولت عليها، لم تبلغنا أن جمع الأسلحة ممنوع، ولم نمنع من جمع الأسلحة بعد المصادرة.
- س: ومعنى هذا أن هذه المصادرة لم تكن تفيد المنع؟
- ج: لا.
- س: هل استولت الحكومة من مخازن الهيئة العربية على أشياء أخرى خلاف الأسلحة مثل خوذ وأحذية وأسلاك ومهمات؟
- ج: كان للهيئة العربية في العريش ورفح بعض ملابس وخيم ومهمات وأحذية وخلافه أيضا أخذته برسم أمانة، ولم ترد هذه الأمانة.
- س: هل كان بعض أهل القرى من فلسطين يفدون إلى مصر لجمع الأسلحة؟
- ج: نعم كانوا يحضرون ويراجعون الهيئة من أجل أخذ رخصة فكنا نأتي لهم بالرخص من هيئة وادي النيل التي كان منوطًا بها أن تعطي رخصًا، وكانوا يلجأون إلى الهيئة العربية لجمع أسلحة أو يلجأون للإخوان المسلمين أو يشترون مباشرة.
- س: هل تذكر تاريخ آخر تصريح للهيئة العربية بجمع سلاح؟
- ج: أظن حوالي 10 ديسمبر سنة 1948، وهي آخر دفعة تسلمها الدكتور داود الحسيني.
- س: هل كان ضمن الأسلحة أشياء أخرى ترسلونها إلى فلسطين؟
- ج: كل شيء من أسلحة وذخيرة ولاسلكي وقنابل وسيارات وخلافه.
- س: باعتباركم كنتم على صلة بالإخوان فهل تستطيعون أن تذكروا شيئا عن أهداف الجماعة ووسائلها وهل من بين هذه الوسائل اتخاذ العنف والإرهاب؟
- ج: أعتقد أن الإخوان المسلمين هيئة إسلامية تعتنق المبادئ وتحمل دعوتها وتعمل لخير المسلمين ونفعهم، وتعمل على إنشاء جيل مصلح يعمل بمبادئ الإسلام وأخلاقه، هذا ما أعرفه عن الإخوان المسلمين، وأعرف أن أهداف حسن البنا والإخوان كانت لمصلحة المسلمين خاصة ولخيرهم ولإنقاذهم مما هم فيه من ذل وبلاء ولا اعتقد أنها تعمل أي شيء يخالف الشرع من العنف والقتل والإرهاب.
- س: هل تعتقد أن الاعتماد على الحكومات وحده كاف لإنقاذ فلسطين؟
- ج: الخطة التي كنت اعتقدها ولا زلت، وهي الخطة التي قررتها اللجنة العسكرية المختصة في أكتوبر سنة 1947م عند اجتماع اللجنة العربية في عالية بلبنان، كانت التعويل على أهل فلسطين في الدفاع عن بلادهم، على أن تجهزهم البلاد العربية أو الدول العربية وتدربهم وتحصن قراهم أي أن تضعهم في نفس الوضع الذي فيه الصهيونيون من حيث التحصن، ثم المتطوعون، ثم تقف الجيوش على الحدود دون أن تدخل وكانت هذه هي الخطة المثلى، ولكن حدث بعد ذلك وبعد أن شرع في تسليح أهل فلسطين تنفيذًا لهذه الخطة، أن قدمت إحدى الدول الأجنبية مذكرة تحتج فيها على هذه الخطة وبذلك وقف التسليح والتدريب، وبذلك عدل عن هذه الخطة المثلى، لأن غرض أعداء قضية فلسطين كان إبعاد العناصر المؤمنة والمستميتة في القتال، ولأن العقيدة اليهودية والعقيدة العربية عقيدتان متعارضتان فكان الإيمان بالعقيدة أول سلاح في هذه المعركة، ولهذا كان جهاد الأعداء إبعاد العناصر المقتدرة والمؤمنة والمستميتة عن ميدان القتال، وأهل فلسطين كانوا أكثر إيمانًا واستماتة في الدفاع عن بلادهم، وكذلك العناصر المؤمنة بقضية فلسطين، مثل الإخوان وغيرهم من المتطوعين وهؤلاء قصد إبعادهم عن الميدان ولا يبقى في البلاد إلى اليهود، وبدأت السياسة تلعب دورها والمجال لا يتسع كثيرًا لشرح أساليب السياسة التي اتبعت في فلسطين.
- س: هل كنتم أفضيتم للشيخ حسن البنا بهذه الخطة المثلى التي كنتم اتفقتم عليها لإنقاذ فلسطين؟
- ج: لا أذكر إذا كنت قد قلت له هذا أو لم أقله، ولكنني كلمت كل مسئول وقدمت مذكرات.
- س: لما استولت الحكومة على أسلحة الهيئة العربية وقابلت النقراشي باشا بشأنها هل فهمت منه الأسباب التي دعت إلى الاستيلاء عليها؟
- ج: لم أفهم منه حقيقة الأسباب وإنما أذكر أنه قال لي: إن هذه التدابير اتخذت هنا ولم تتخذ ضدكم وسنسلم لكم كل الأسلحة عند الحدود.
- س: ألم تفهموا من حديث النقراشي باشا أن الأسباب هي الخوف من تسرب السلاح واستعماله في حوادث داخلية بمصر؟
- ج: لا لم يذكر لي شيءًا من هذا.
- س: هل تذكرون أن أسلحة صدرت من ميناء آخر خلاف مرسى مطروح؟
- ج: من بورسعيد.

### شهادة اللواءأحمد فؤاد صادقباشا قائد عام حملة فلسطين[2]
- س: نريد أن نعرف رأي سعادتكم بصفتكم قائدًا عامًا لحملة فلسطين عن موقف الإخوان المتطوعين في هذه الحرب وفي ميدانها؟
- ج: كانوا جنودًا أبطالاً أدوا واجبهم على أحسن ما يكون.
- س: هل يسمح الباشا أن يذكر لنا وقائع معينة تدل على البطولة؟
- ج: نعم سمعت بعد وصولي لرئاسة القوات في قلم المخابرات العسكرية أن اليهود يبحثون دائما عن موقع الإخوان ليتجنبوها في هجومهم، فبحثت عن حالتهم من الناحية الفنية، وأمرت بتمرينهم أسوة بالجنود ودخلوا مدارس التدريب، وأصبح يمكن الاعتماد عليهم في كثير من الأحوال التي تستدعي بطولة خاصة، مثلا: أرسلتهم من دير البلح إلى ما يقرب من 100 كيلو إلى الجنوب لملاقاة الهجوم الإسرائيلي على العريش فاستبسلوا وأدوا واجبهم تمامًا، واشتركوا أيضًا في حملة للدفاع عن موقع 86 في دير البلح وأعطيتهم واجبًا من الواجبات الخطيرة فكانوا في كل مرة يقومون بأعمالهم ببطولة استحقوا من أجلها أن أكتب لرياسة مصر أطلب لهم مكافأة بنياشين، وذكرت بعضهم للشجاعة في الميدان، وبعضهم ذكر اسمه في الأوامر العسكرية، واتصلت بالحكومة في ذلك الوقت وطلبت مها مساعدة هؤلاء بأن يعطوهم أعمالا عندما يعودون ويعاونون أسرهم والحكومة ردت ووافقت وأرسلت تأخذ معلومات عنهم وكان ده تكريم الحكومة لهم.
- س: هل نفذت الحكومة هذا الوعد؟
- ج: لا اعلم ولكن عندما طلبت مني اعتقالهم رفضت ووضعتهم تحت حراستي الخاصة.
- س: في أي تاريخ أرسل الباشا الإخوان ليحموا العريش؟
- ج: في المدة من 26 ديسمبر إلى 30 ديسمبر 1948.
- س: أمر حل الإخوان، صدر في 8 ديسمبر وتقرر سعادتكم أنكم أرسلتم هؤلاء المتطوعين في 26 ديسمبر إلى 30 ديسمبر سنة 1948، فماذا كانت الروح المعنوية بعد أمر الحل؟
- ج: أنا جاوبت على كده وقلت إنهم قاتلوا ببسالة ولم يؤثر قرار الحل على روحهم المعنوية.
- س: ما هو الدور الخطير الذي قام به المتطوعون في دير البلح؟
- ج: قلت إنهم قاتلوا قتلاً مجيدًا وعندما رأيت الخطر في المعركة فاعتمادي عليهم جعلني أقدم المتطوعين من الإخوان لأنهم أحسن ما لدي من الجنود.
- س: حين صدر أمر الحل للجماعة هل أخطرت به من القاهرة؟
- ج: كل الناس عرفت ولم يكن هناك سبب لإخطار خاص، وأنا عرفت من الرئاسة بالتليفون ومن الجرائد.
- س: ما هي الشروط الواجبة في رجل العصابات؟
- ج: يكون فدائيا وعلى بطولة كاملة وإلمام ببعض العمليات العسكرية كنسف الطرق ووضع ألغام في طرق العربات -مهاجمة- كمين... الخ.
- س: هل زرتم معسكر الإخوان المسلمين بفلسطين؟
- ج: أنا أعطيتهم أسلحة لمقابلة العدو وذلك تكملة لسلاحهم.
- س: وكيف وقع اعتقالهم؟
- ج: لسبب من عملهم أنفسهم، وحتى لا يساء فهم ذلك، أقول إنهم طلبوا مني بعد أن بلغتهم حادث المرشد إقامة حفلة تأبين للأستاذ البنا، فأنا قلت إنني لم أعمل حفلة تأبين للنقراشي وأنا هنا جندي ولا أسمح لأحد أن يشتغل بالسياسة فثاروا لهذا فأنا وضعتهم في شبه معتقل، وعوملوا معاملة كريمة لأنني أعتبرهم زملاء ميدان.

### شهادة اللواءأحمد علي المواويبك قائد عام حملة فلسطين[2]
- س: عند دخول الجيوش النظامية أرض فلسطين بقيادتكم: هل كان يقاتل فيها متطوعون من الإخوان المسلمين؟
- ج: نعم لأنهم سبقوا بدخولهم القوات النظامية.
- س: من كان من المتطوعين في معسكر البريج؟
- ج: كان فيه المتطوعون من الإخوان المسلمين.
- س: هل استعان الجيش النظامي بالإخوان المسلمين ببعض العمليات الحربية أثناء الحرب كطلائع ودوريات وما إلى ذلك؟
- ج: نعم استعنا بالإخوان المسلمين واستخدمناهم كقوة حقيقية تعمل على جانبنا الأيمن في الناحية الشرقية، وقد اشترك هؤلاء المتطوعون من الإخوان في كثير من المواقع أثناء الحرب في فلسطين وبالطبع أننا ننتفع بمثل هؤلاء في مثل هذه الظروف.
- س: ما مدى الروح المعنوية بين الإخوان المسلمين؟
- ج: الواقع أن كل المتطوعين من الإخوان وغيرهم كانت روحهم المعنوية قوية جدًا وقوية للغاية.
- س: هل قام المتطوعون بعمليات نسف في صحراء النقب لطرق المواصلات وأنابيب المياه لفصل المستعمرات الصهيونية؟
- ج: نعم وأذكر بالنسبة لروحهم المعنوية أنهم كانوا يطلبون دائما ألغامًا للنسف يقومون بدوريات ليلية يصلون فيها إلى النطاق الخارجي للمستعمرات اليهودية، وينزعون من تحت الأسلاك الشائكة الألغام التي يبثها اليهود وسط الأسلاك ويستعملونها في تلغيم الطرق الموصلة إلى المستعمرات اليهودية وقد نتج من جراء هذه الأعمال خسائر لليهود، وتقدم لي من جرائها مراقبو الهدنة يشتكون من هذه الأعمال التي كانت تعمل في وقت الهدنة.
- س: وهل لم يكن عندكم ألغام؟
- ج: معروف أن الجيش لم يكن عنده معدات كافية.
- س: هل كلفتم المتطوعين بعمل عسكري خاص عند مهاجمتكم العسلوج؟
- ج: نعم والعسلوج هذه بلد تقع على الطريق الشرقي واستولى عليها اليهود أول يوم هدنة، ولهذا البلد أهمية كبيرة جدًا بالنسبة لخطوط المواصلات، وكانت رئاسة الجيش تهتم كل الاهتمام باسترجاع هذا البلد، حتى أن رئيس هيئة أركان الحرب أرسل لي إشارة هامة يقول فيها: لا بد من استرجاع هذا البلد بالهجوم عليها من كلا الطرفين من الجانبين، فكلفت أحمد عبد العزيز بك بإرسال قوة من الشرق من المتطوعين وكانت صغيرة بقيادة ملازم وأرسلت قوة كبيرة من الغرب تعاونها جميع الأسلحة ولكن القوة الصغيرة هي التي تمكنت من دخول القرية والاستيلاء عليها.
- س: وكيف تغلبت القوة الصغيرة؟
- ح: القوة العربية كانت من الرديف وضعفت روحهم المعنوية، وبالرغم من وجود مدير العمليات الحربية فيها، إلا أن المسألة ليست مسألة ضباط، المسألة مسألة روح، إذا كانت الروح طيبة يمكن للضابط أن يعمل شيئا لا بد من وجود روح معنوية.
- س: ما هي الشروط الواجب توافرها في رجل حرب العصابات؟
- ج: الواقع أن حرب العصابات والتدريب عليها يعتبر من أنواع التدريب الراقي والعالي الذي يجب أن يدرب عليه كل جندي، والذين يقومون بهذه الأعمال يجب أن يكونوا أذكياء جدًا ويشترط فيهم الجرأة وسرعة الاعتماد على أي قائد صغير أو كبير، والعلميات التي يقوم بها الكوماندوز لا تعمل في وضح النهار وفي حالة تساوي الطرفين لا توجد وسيلة إلا الاشتغال بالليل وبطريق التسلل وعلى كل فرد أن يعتمد على نفسه والكوماندوز فكرة حديثة استخدمت في الحرب.
- س: ما هي الخواص الفنية في الدراسات الواجبة لرجل حرب العصابات؟
- ج: غير الشروط التي ذكرتها يجب أن يكون الشخص ماهرًا جدًا في استخدام السلاح، ويجب أن يكون ماهرًا في استخدام الأرض ودراسة طبيعة الأرض، ويجب أن يشتغل مثل الحيوان المفترس، وهي المهارة في الميدان، ويجب أن يلم بقراءة الخرائط ويتعود على أعمال الكشافة، إلى جانب هذا يجب أن يتمكن من السباحة وتسلق الأشجار.
- س: هل وجد في الجيش كوماندوز؟
- ج: نعم يوجد والفكرة موجودة، وقبل خروجي كنت جمعت النواة لهذه العملية والجيش فيه حاجة قريبة من كده وهي الدوريات التي تعمل للاستكشاف.
- س: هل تعرف عدد المتطوعين من الإخوان؟
- ج: بلغ عدد المتطوعين من الإخوان وغيرهم عشرة آلاف.
- س: هل تعلم أن متطوعي مصر معظمهم من الإخوان؟
- ج: أنا أعرف أن الإخوان كانوا أكثر من الفئات الأخرى.
- س: وإلى أي تاريخ استمر دخول المتطوعين إلى فلسطين؟
- ج: أنا لم أظل في الجيش لغاية آخر الحرب وإنما رجعت في نوفمبر سنة 1948 وأنا أرجعت الليبيين لأنهم لم يكن لهم فائدة بالمرة.
- س: هل كان للمتطوعين أسلحة خاصة أم كانوا يستوردون أسلحة من الجيش؟
- ج: كان يحضرونها بمعرفتهم وأثناء الحرب كنت أعطيهم بعض الأسلحة والذخيرة كانت تنتهي فكنت أمولهم بالذخيرة وأذكر أنه طلب مني قائد غزة أن أعطيهم مدفع هاون فأمرت بإعطائهم.
- س: بعد 15 مايو إلى نوفمبر ألم يدخل متطوعون جدد؟
- ج: أذكر لما ابتدأت أتقدم للشمال كان فيه الكتيبة السابعة وأنا سحبت هذه الكتيبة وحل محلها متطوعون في العريش وكان ذلك بعد 15 مايو.
- س: هل كان من الجائز أن ترد أسلحة إلى المتطوعين عن غير طريق سلاح الحدود أو العريش؟ ج: لا غير ممكن.
- س: ألا يذكر حضرة الشاهد أنواع الأسلحة التي يستعملها الفدائيون المتطوعون؟
- ج: البندقية والرشاشات الخفيفة تومي أو الهاونات والمورتر.
- س: هل كان بين هذه الأنواع القنابل اليدوية؟
- ج: أيوه.

### شهادة الصاغ محمود لبيب[2]
شهادة الصاغ محمود لبيب عضو الهيئة التأسيسية لجماعة الإخوان المسلمين وقائد منظمة شباب فلسطين:
- س: كيف بدأت حركة التطوع ومتى؟
- ج: مسألة التطوع ترجع إلى سنة 1947 عندما عينتني الهيئة العربية العليا قائدًا لمنظمة شباب فلسطين فسافرت إلى هناك وأمكنني بمساعدة الهيئة العربية العليا أن أكون جيشًا ضخمًا من أهالي فلسطين ومهمته الدفاع عن أراضي فلسطين، ولما أحس الإنجليز بذلك ورأوا أن هذه الحركة ضد اليهود الذين يتبنونهم أمروني بالخروج، فأبيت وامتنعت عن الخروج، وأخرجوني بالقوة وقد تحدثت الجرائد عن ذلك، ولما رجعت اتصلت بمفتي فلسطين ورجال الهيئة العربية العليا وأفهمتهم أن فلسطين لا ينقصها الرجال، بل ينقصها السلاح، ووجدت عندهم هذه الفكرة كذلك، فسعوا عند الحكومة كي تسمح بجمع السلام من أجل فلسطين وفي هذا الوقت صدر قرار هيئة الأمم بتقسيم فلسطين، وثار شعور العرب وصمموا على أن تكون فلسطين عربية، فتطوع في هذه الأثناء كثيرون من رجال الإخوان المسلمين، واتصلوا بالحكومة والحكومة أعطتهم تصاريح بجمع السلاح، وابتدأ التطوع واشترينا السلاح وأخذناه إلى العريش وهناك نصبنا معسكرًا وقد بدأ التطوع في ديسمبر سنة 1947.
- س: وكيف كان يسلح هؤلاء المتطوعون وكيف كانوا يمرنون؟
- ج: لما تجمعنا بالعريش حضر إلينا أحد ضباط الجيش العظام بالمعسكر وإذا به يسأل نفس هذا السؤال، فاستدعيت أحد المتطوعين وقدمته له فسأله السؤال فكان الرد كالآتي: «تسلحنا بفلوسنا»، فسأله وما صنعتك؟ فأجابه: «أنا مزارع»، فسأله وهل المزارع يستطيع أن يحضر سلاح ومؤن؟فأجابه: «إنه كان لي جاموسة بعتها وحصلت على مبلغ 52 جنيه أرسلتهم للدكتور خميس رئيس الإخوان في الدقهلية، وهو الذي اشتري لي السلاح.
- س: وحين دخل المتطوعون أرض فلسطين كم كان عددهم؟
- ج: في بادئ الأمر كان عددهم 300 ثم تضاعف.
- س: ما هي الأعمال التي قام بها المتطوعون قبل دخول الجيوش النظامية؟
- ج: كانوا يحاصرون المستعمرات اليهودية، ثم يبحثون عن مواسير المياه لقطعها ويمنعون الماء عن المستعمرات ويهاجمون القوافل اليهودية، وإنهم كانوا على الدوام يهاجمون القوافل، وأرادوا معرفة قوة المستعمرات وعملوا رسمًا كروكيًا لمستعمرة دير البلح المعروفة بالعبرية كفار ديروم، وكانت على مسافة 800 متر من جهة النصيرات وأرادوا أن يهاجموا هذه المستعمرة، وفعلا هاجموها وقد نجحوا في دخولها واستشهد بعضهم، وقد كان هذا الهجوم من نوع الاستكشاف وهذا يحصل دائما في حروب العصابات، وقد استشهد في هذه المعركة 12 مجاهدًا وجرح كثيرون وبعد هذه المعركة اتصلت بصالح حرب باشا والمرشد العام بصفتهم عضوين في هيئة وادي النيل، ورئيسها علوبة باشا كي يتصلوا بالحكومة ووزير الحربية ليعطوا المتطوعين قشلاق للتدريب، كما فعلت سوريا في شمال أطنة وتكلموا مع علوبة باشا في الموضوع، علوبة باشا اتصل بحيدر باشا فوعده أنه سيوجد معسكر للتدريب وتوجهت أنا والمسيري بك إلى الهايكستب، وهناك أخذنا المعسكر الذي سيجري فيه التدريب وابتدأ بعد ذلك التطوع بأوسع مدى، والحكومة عينت في المعسكر مدربين من الجيش ونادت هيئة وادي النيل بالتطوع، وكان أكثر المتطوعين من الإخوان إذ بلغوا 90% من المتطوعين جميعًا وفعلاً توجهوا إلى المعسكر وتدربوا تدريبًا عمليًا كاملاً وانضموا لإخوانهم في فلسطين.
- س: علام كان يتدرب المتطوعون في هايسكتب في المكان الرسمي الذي أعدته الحكومة فعلا؟
- ج: كان يتدرب المتطوعون على حرب العصابات وحرب العصابات ترجع إلى زمن بعيد إذ يرجع أمرها إلى قدماء المصريين، ثم الفرس، ثم العرب، وإنما لم تكن بنظام وفن، ولما تقدمت العلوم والفنون أصبحت حرب العصابات فنًا وكلما تقدم العلم وتقدم الفن تقدم معه كذلك فن حرب العصابات نضرب مثلاً -لما اخترع نوبل الرجل السويدي الديناميت- تقدم فن حرب العصابات لوجود المتفجرات- وثانيًا لما تقدم فن الطيران سمعنا أن النازيين أنزلوا رجالاً فنيين ومعهم خرائط وبسكلتات- ولما تقدم فن البحرية سمعنا أن في اليابان الطوربيد الحي، والفدائي لا بد له من معلومات وتدريس ناحية روحية وناحية عملية، فنحن نجد النازية والفاشية تربي ناحية الفدائية، وكذلك في الإسلام تربى هذه الناحية عن طريق الدين، ولابد للفدائي أن يتربى على الألعاب الرياضية من مصارعة وملاكمة وألعاب أكروباتية، ولابد له من ثقافة فيتعلم فن الطوبوغرافيا، وفن الاستراتيجيات وفن الهندسة وطبيعة الأرض، وكذلك يتعلم شيئا من الهندسة الميكانيكية لكي يمكنه أن يتسلل إلى مبنى الكهرباء الخاص بالإضاءة، فيعطل ماكينتها أو إلى مبنى شركة المياه فيفك عدادها، فلابد للفدائي من تعلم هذه الأشياء، والفدائي إما فدائي لنفسه أو فدائي لأمته، والأولى هي لإشباع هوايته ورغبته، والثانية هي الفدائية المثالية الكاملة الفاضلة، والإخوان المسلمون كانوا من الطراز الثاني أي من الفدائية الكاملة الفاضلة، لأنهم عندما سمعوا عن فلسطين وعما يحدث فيها تقدموا متطوعين، ثم أخذوا قسطهم من التدريب والتعليم في الهايكستب. وفي الهايكستب تلقوا في المعسكر كيف ينسف المنزل، وكيف يتسلل إلى عمارة، وكيف يحارب حرب شوارع، وكيف يصنع الديناميت والألغام، كل هذا مما يتمرن عليه الفدائي أو ما يسمونه الكوماندوز.
- س: وهل كانوا يتدربون على المخابرات أيضًا؟
- ج: نعم على كل شيء يفيد الجيش المهاجم، فمثلاً لازم يعرف ما هو عدد رجال العدو ومن يناصرونه في داخل البلاد.
- س: وهل حضرت أنت الدراسات أو كنت تسمع بها؟
- ج: أنا رحت الهايكستب وعملوا أمامي تجارب وكنت كل وقت أكون معهم.
- س: وكم مرة ترددت على الهايكستب مدة التطوع؟
- ج: ترددت 6 مرات في مدة التطوع.
- س: وأين كان مركزكم أنتم في ذلك الوقت؟
- ج: نحن زرعنا قواتنا لمحاصرة المستعمرات اليهودية التي يمر عليها الجيش على أبعاد متفاوتة، وعملنا على وضع الألغام في الطرق المجاورة للطريق الرئيسي الذي يمر منه الجيش. وفعلاً مر الجيش ولم تطلق أي رصاصة واحدة من المستعمرات عليه، ولما دخل الجيش غزة كان معهم متطوعون وتسلم القيادة أحمد بك عبد العزيز واحتلوا العوجة والعسلوج وبير سبع والفالوجة وعراق المنشية وبيت جبريل والخليل وبيت لحم، ودخلوا في حدود القدس الجديد 3 كيلو وحصل هذا كله في مدى 12 يوما وأصبح جميع النقب تحت إشراف الإخوان المسلمين. وقبل دخول الجيش بثلاثة أيام أو أربعة عملنا معركة وذلك في يوم 11 مايو، هذه المعركة تدل على مدى قوة ومتانة المتطوعين الروحية والمادية، فقد علمنا بوجود المصفحات اليهودية في مستعمرة اسمها «المشبه» تبعد عن غزة بحوالي 20 كيلو للجنوب الشرقي فراقب الإخوان هذه الحركة طوال الليل، وفي الصباح بدأت قافلة المصفحات تتحرك، فخرج المتطوعون «بالبويز» وهي عبارة عن مدافع ضد المصفحات، وما أن تقدمت المصفحات حتى فتحت عليها النيران من كل الجهات، وفي خلال فترة وجيزة كان الفدائيون مسيطرين على الصهيونيين وأخذ الصهيونيون في التسلل فمنهم من قتل ومنهم من نجا، وحضر سواقو الإخوان وقادوا المصفحات ومعي الآن صور لهذه المصفحات، وأخرج الشاهد من جيبه خمس صور واطلعت عليها المحكمة وأعيدت إليه ثانيًا.
- س: وماذا كان عملك أنت بعد حضور أحمد عبد العزيز وتسلمه القيادة بالذات؟
- ج: كنت قائدًا معه.
- س: ومن كلفك بقيادة الإخوان؟
- ج: أنا تطوعت بنفسي والهيئة العربية كلفتني بقيادة الإخوان وغيرهم.
- س: وهل كنت تأخذ أجرًا على ذلك؟
- ج: لا.
- س: هل كنت من الإخوان؟
- ج: نعم والحمد لله.
- ولما دخل الجيش ووصل الإخوان بيت لحم ودخلوا ثلاثة كيلو داخل حدود القدس الجديدة كانت هناك مستعمرة يهودية كان لا بد من أخذها اسمها مستعمرة «رامات راحيل» فأمر أحمد بك عبد العزيز أن يستولي عليها الإخوان، وهذه المستعمرة كبيرة وكانت تمون القدس باللبن والدواجن، وقد تسلق الإخوان المستعمرة لأنها كانت في مستوى عال واحتلوها وإذا بهم يفاجئون ببعض جنود شرق الأردن وقد أخذوا في السلب والنهب، ولذلك فكر الإخوان في أن الصهيونيين لا بد لهم من العودة، فتركوا المستعمرة لجيش الملك عبد الله، وارتد الصهيونيون واستولوا عليها، وصمم أحمد عبد العزيز على أخذها مرة أخرى، وفعلا استولى عليها الإخوان.
- س: بعد ما دخلت الجيوش العربية النظامية فلسطين، وأصبح القتال لهذه الجيوش، ثم حدث في نوفمبر سنة 1948 أن حوصرت الفالوجا الحصار المعروف، هل طلب إليك باعتبارك قائدًا للمتوطعين من الإخوان أن تجمع فرقتين من الإخوان وذلك في نوفمبر سنة 1948، وكان القصد من جمع الفرقتين هو فك حصار الفالوجا، وأن هذا كان بناء على خطة حربية مرسومة رؤى فيها أن الإخوان المسلمين خير من يعهد إليهم في فك هذا الحصار؟
- ج: نعم حصل ذلك في أوائل نوفمبر سنة 1948، أرسل لي عزام باشا أن أحضر للجامعة العربية فتوجهت إلى هناك وقابلني الأميرالاي أحمد بك منصور ضابط الاتصال، وسألته عن سبب دعوتي؛ فأخبرني برغبتهم في جمع المتطوعين وأن الأومباشي حسن مصطفى مندوب الهايكستب حاضر لهذا السبب، وحضر الأوبماشي حسن مصطفى وطلب كتيبتين من 1600 من المتطوعين، وسألته هل يريدهم من كل صنف؟ فقال لي: إنه يريدهم من صنف واحد فقط هم الإخوان المسلمين بالذات. قلت له: ممكن، فأفهمني أن المسألة مستعجلة لأننا سندربهم في حوال 15 إلى 20 يومًا على الأسلحة لفك الحصار عن الفالوجا، فقلت له: «ممكن وميسور» وأخذني معه لوزارة الحربية وهناك قابلني البمباشي صلاح صبري وعرفني أنه مدير مكتب الوزير، وقد عرفه بي وسألني هل أخبروك عن المأمورية، قلت له: «مستعدين» وأخذوا بعضهم وقاموا غابوا مدة عشرة دقائق، ثم عادوا إلي وسألوني عن موعد حضور المتطوعين، وكان ذلك في يوم أحد. قلت لهم: «يوم الخميس يكونون في الهايكستب»، وقصدت مركز الإخوان وطلبت واحدًا من كل شعبة بشرط أن يكون غير متزوج وغير مرتبط بأي مسئولية أو تبعة، وفي مساء الأربعاء اتصلت بي جميع المناطق تليفونيًا وسألوني عن مكان التدريب وفي صباح الخميس علمت أن دولة النقراشي باشا رفض هذا الطلب!!!
- س: وهل أعطى الإخوان المتطوعون بعض المتفجرات إلى الجيش المصري عند دخوله فلسطين؟
- ج: نعم أذكر أن الجيش طلب منا بعض المتفجرات، وأخذوا المتفجرات وقنابل يدوية وإنما لا أذكر التاريخ بالضبط.
- س: وهل كان الإخوان يرسلون منشورات ومطبوعات إلى قواتهم المتطوعة في ميدان القتال؟ ج: نعم.
- س: ما هو مضمون هذه المنشورات؟
- ج: كلها تحث على الجهاد والقتال.
- س: ظهرت فكرة عند الإخوان في سنة 1948 لجمع ملابس ومؤن وغير ذلك من طبقات الشعب المختلفة لإغاثة اللاجئين. فهل تعرف شيئا عن كيف نشأت هذه الفكرة وعن مصيرها؟
- ج: لما كنا في المعسكرات وكنا نرى اللاجئين في حالة بؤس لا يمكن تصورها، وكان المتطوعون يقسمون طعامهم بينه وبين اللاجئين، حتى أن بعض رجال الجيش انتقدوا هذا التصرف وقالوا إنهم مجاهدون فلا يجوز لهم أن يضعفوا أنفسهم بهذه الطريقة، ولذلك نبتت فكرة قطار اللاجئين وذلك بأن يقوم قطار من أسوان لغاية مصب النيل ليجمع من أهل المروءة والشهامة ما يزيد على حاجتهم من أي شيء، واتصل الإخوان برجال الحكومة وأخذوا تصريحًا من دسوقي أباظة باشا وزير المواصلات بذلك، وأما في القاهرة فقد أطلق الإخوان عدة عربات تجوب القاهرة وإذا بهم يفاجئون بأن وزير الداخلية أمر بالامتناع عن هذا العمل المزدوج!!! وكان لهذا الأمر أسوأ تأثير في النفوس لأن الأمر كان مقصودًا به الإخوان.
- س: حضرتك ذكرت أن المتطوعين كانوا يمنحون تصاريح بجمع أسلحة ومؤن لفلسطين. فهل كان الأمر كذلك بعد 15 مايو أي بعد دخول الجيوش النظامية فلسطين؟
- ج: نعم- كان الإخوان يتسلحون بوسائلهم الخاصة.
- س: ومن أي طريق كانت الذخيرة ترد للمتطوعين؟
- ج: كانت الذخائر ترد لهم بوسائلهم الخاصة ومن مالهم الخاص.
- س: بأي وسيلة كانت تنقل الذخائر إلى فلسطين بعد دخول الجيوش النظامية؟
- ج: كان مصرحًا لهم بذلك وكان معهم تصاريح وكانت الأسلحة ترد من الصحراء على مصر ومنها على القنطرة مباشرة.
- س: ومن الذي يوصل هذه الأسلحة؟
- ج: يحضر متطوعون جدد ومعهم الأسلحة.
- س: هل سافر أحد من متطوعي الإخوان إلى فلسطين بعد 15 نوفمبر سنة 1948 بعد ضبط السيارة؟
- ج: نعم سافر الإخوان من القاهرة بالطيارة بناء على طلب مستعجل ولا أعرف عددهم.
- س: كم طيارة سافرت؟
- ج: راحوا على دفعتين ولا أعلم عدد الطيارات، في الأولى سافروا على عمان ومن هناك نزلوا بيت لحم، وفي ثاني دفعة سافروا بالطيارة أيضًا فمنعتهم حكومة شرق الأردن من النزول فعادوا ثانية إلى مصر!!! س: من الذي استدعاهم؟
- ج: قيادة بيت لحم.
- س: لأي غرض استدعوا؟
- ج: كانوا في شدة الحاجة إليهم والحالة كانت متحرجة.

### شهادةمحمد حامد أبو النصرالمرشد الرابع
الأستاذ محمد حامد أبو النصر عضو مجلس بلدي منفلوط وعضو الهيئة التأسيسية للإخوان المسلمين، «ثم عضو مكتب الإرشاد للإخوان ثم المرشد العام الرابع للإخوان المسلمين»:
- س: هل ساهمت في جمع الأسلحة لحرب فلسطين؟
- ج: نعم في أواخر 1947 وجهت إلي الدعوة من حضرة صاحب الفضيلة المرشد العام للإخوان المسلمين واجتمعنا في المركز العام لجماعة الإخوان المسلمين بالقاهرة، وتقدم لنا الشيخ صبري عابدين عضو الهيئة العربية العليا وممثل مفتي فلسطين الخاص، وذكر لنا الحوادث التي تقع في فلسطين، وأبان لنا الفظائع، التي ترتكب فيها وطلب منا أن نعاون المجاهدين، وذلك بشراء الأسلحة، والتبرع بها كل على قدر استطاعته، وطبعًا أثار فينا الحمية وأبكانا مما يقع في فلسطين، وانصرفنا كل إلى بلده وأخذت اتصل بالناس الذين أعرفهم من العرب بالصحراء الغربية، واتصلت بواحد منهم اسمه الشيخ محمد حمد رمضان شيخ عرب بني شعران، بمركز منفلوط ليجمع لنا أسلحة، وبالفعل أحضر كمية من الأسلحة، وقد علم بوليس منفلوط بهذا ووضع يده على الأسلحة، وقبض على الشيخ محمد حمد رمضان وقدمه للنيابة، فتقدمت أنا لحضرة وكيل النيابة وقلت له: «إن هذا السلاح نجمعه من أجل فلسطين». فسألني عن دليل، قلت له: «لا بأس اتصل بأعضاء الهيئة العربية وسماحة المفتي، وأجل النظر في القضية، فأعطانا فرصة، وسافرت إلى القاهرة حيث قابلت فضيلة المرشد العام للإخوان وقصصت عليه المسألة فاتصل بسماحة المفتي وأبلغه بالأمر، فاتصل سماحته بسعادة عبد الرحمن عزام باشا، وأظنه اتصل بالمرحوم دولة النقراشي باشا، وأظنه اتصل بسعادة النائب العام، فأفرج عن الشيخ محمد حمد رمضان، وقد كان يحضر التحقيق معنا حضرة الأستاذ طاهر الخشاب بك المحامي، وحفظت القضية وسلم السلاح للهيئة العربية.
- س: وما مقدار هذه الصفقة من الأسلحة وما هو ثمنها؟
- ج: علمت أن هذا السلاح حوالي 40 من البنادق ومسدسات لا أعلم عددها ونظارة للجيوش ومدفع.
- س: في أي تاريخ حصلت هذه الواقعة التي ذكرتها؟
- ج: حصلت على ما أتذكر في شهر يناير سنة 1948.
- س: وما مقدار ثمن هذا السلاح.
- ج: أنا دفعت للشيخ محمد حمد رمضان حوالي مبلغ 300 جنيه.
- هل تعرف قيمة الثمن المتفق عليه؟
- ج: كان مقدرًا في ذلك الوقت بمبلغ ثلاثة أو أربعة آلاف جنيه، إنما أنا دفعت مبلغ 300 جنيه ولا أعرف كيف دفع الباقي.
- س: وفي أي وقت وجهت إليك الدعوة للاجتماع بالإخوان؟
- ج: على ما أذكر سنة 1947 ولا أتذكر الشهر.
- ومن أتم جمع الأسلحة؟
- أحضرت السلاح قافلة وصلت قبيل وصول الضابط بحوالي أربعة أيام تقريبًا.
- وفي أي وقت حصل اتصالك بالمرشد العام؟
- في أوائل يناير.
- وهل أنت من جماعة الإخوان المسلمين؟
- نعم ولا أزال.
- وهل هناك حوادث أخرى خاصة بجمع الأسلحة؟
- ج: لما أفرجت عن الأسلحة بالطبع هذا شجعني وقصدت بني مزار وتجولت في بعض القرى المجاورة، واتصلت بجماعة من الأعراب وجمعت سلاحًا بالثمن، وأثناء الجمع حضر الأستاذ فوزي عبد اللطيف وكان معاون بوليس بني مزار، وسألني ماذا تصنع؟ قلت له: أجمع سلاحًا لفلسطين، فأخذني ومعي الأسلحة في لوري وذهبنا إلى المركز وشرحت المسألة لحضرة المأمور، وهذه الحادثة حدثت حوالي شهر مارس سنة 1948 أو شهر أبريل سنة 1948، وقلت له إن السلاح لفلسطين. وقال هو: «أنا سأصادره» فاتصلت بالشيخ حسن البنا وأبلغته بالواقعة، وقال لي سأرسل أحمد حسنين أفندي (المتهم الخامس في هذه القضية وعضو المجموعة القيادية للنظام الخاص) لاستلام الأسلحة ودفع النقود، وفي الوقت نفسه كنت أنا كلفت بعض العرب من بني مزار، بجمع أسلحة، وفي هذه الأثناء حضر لي الذي كنت قد كلفته وقال لي إن الأسلحة ضبطت في نقطة الحدود عند «صندفا الفار» فذهبت لمقابلة ضابط النقطة، فلم أجده وأخيرًا حضر في اليوم التالي أحمد حسنين وهو الشخص الذي وعد المرشد العام بإرساله وقابل حضرة المأمور وأخذ كشفًا بالمضبوطات، وقال للمأمور: «صدرها لنا إلى القاهرة ونحن نستلمها من هناك» وفعلا صدرت واستلمها في القاهرة وأعطى ثمن هذه الأسلحة إلى الأعراب الذين أحضروها، وهذه الحوادث هي التي ضبط فيها السلاح فقط، أما أنا فقد واصلت جمع الأسلحة ولم تضبط معي بعد، لأن شخصيتي أصبحت معروفة.
- س: ما هو تاريخ آخر أسلحة ضبطت؟
- ج: في شهر أبريل سنة 1948م.
- س: ومن كان يدفع ثمن هذه الأسلحة؟
- ج: الهيئة العربية لأن الأسلحة كانت تجمع لحسابها.
- س: هل هناك سلاح جمع بعد دخول الجيش النظامية أرض فلسطين؟
- ج: أذكر حادثة- لما حوصرت القدس، دخلت مرة لأقابل فضيلة المرشد العام في مركز الإخوان، فقال لي: «إن القد قد حوصرت، وسيضع الصهيونيون أيديهم عليها، فالموقف يحتم علينا جمع أكبر مقدار من الأسلحة والرجال حتى لا تسقط، وأنا سأصدر التعليمات للإخوان أن يجمعوا ما يمكنهم جمعه من الأسلحة وسأتولى أنا قيادة كتيبة المتطوعين للقدس»، وأخذنا نجمع الأسلحة.
- س: هل هذا حصل بعد دخول الجيوش النظامية فلسطين أم قبله؟
- ج: بعد تاريخ دخولها أي في شهر يونيو أو يوليو وهذا مؤكد.
- متى انتهى نشاط جمع الأسلحة؟
- ج: تقريبًا في شهر يوليو سنة 1948، ولم تجمع الأسلحة بعد ذلك.
- س: والأسلحة التي ضبطها المأمور صدرت لمن في القاهرة؟
- المأمور الذي صدرها لأن أحمد حسنين أفندي هو الذي قال له صدرها لنا لمصر ولكن لا أعرف باسم من صدرت.

### شهادة الحاج حسن حسني المنياوي[2]
- س: أذكر لنا كيف بدأ نشاطك من أجل التطوع لفلسطين؟
- ج: تطوعت في ديسمبر سنة 1947 في حرب فلسطين حتى أبريل سنة 1948.
- س: وهل كانت طول هذه المدة في فلسطين؟
- نعم وإنما حضرت مرة واحدة لمصر في شهر فبراير سنة 1948 ومكثت بها ستة أيام فقط، ثم عدت لفلسطين وكان سبب حضوري لبعض طلبات الأسلحة والذخائر وأخذت في جمعها في تلك الأيام من الأرياف، وجمعتها ثم سلمتها للهيئة العربية العليا وسافرت لفلسطين، ثم تسلمتها هناك.
- س: وهل استأذنت المسئولين في الحكومة المصرية في جمع هذه الأسلحة؟
- ج: نعم استأذنتها: لما صدر قرار التقسيم في شهر ديسمبر سنة 1947 انتظرت حتى يفتح باب التطوع فلم أجد أحدًا تطوع من الهيئات إلا جماعة الإخوان فقصدت فضيلة المرشد العام وكاشفته بغرضي، فقال لي: ينقصنا الأسلحة. قلت له: ممكن جمعها من الأرياف. فقال لي: «تعالى هنا باكر» وفي اليوم التالي قابلته فسلمني خطابًا من عزام باشا إلى الأميرالاي محمد يوسف بك الخاص بالشئون العربية ومضمون هذا الخطاب: حامل هذا موضوع محادثتنا التليفونية، فذهبت لمحمد يوسف فسألني: «حاتجمع السلاح منين؟»، فقلت له: من الأرياف، فقال لي: «أجمع الأسلحة وإذا حصل أي شيء فأنا موجود، والذي تجمع سلمه للهيئة العربية العليا».
- س: متى كان الحديث الذي دار بينك وبين الشيخ حسن البنا؟
- ج: في أواخر ديسمبر سنة 1947 بعد قرار التقسيم.
- متى نفذت جمع الأسلحة بعد هذا الحديث؟
- ما بين 25 ديسمبر سنة 1947، وبقيت أجمع من كل البلاد بأي ثمن.
- ومتى انتهى نشاطك؟
- في شهر أبريل سنة 1948 لأني أصبت.
- ولما توجهت لمحمد يوسف بك هل كنت بمفردك؟
- كان معي شخص آخر وأظنه من الإخوان.
- ومن كان يدفع الثمن؟
- كنت أدفع من مالي الخاص وقد دفعت 1500 جنيه شخصيًا، وكنت أترقب هذه الحالة للاستشهاد واستعديت لهذه العملية من سنة 1936.

```
(هنا استأذن أحمد محمد حسنين أفندي المتهم الخامس في سؤال الشاهد فأذنت له المحكمة).
```

- س: هل تسلمت خطاب عزام باشا من فضيلة المرشد العام أم من عزام باشا؟
- ج: إن الذي سلمني الخطاب هو المرشد، والخطاب من عزام باشا إلى محمد بك يوسف.
- س: ومبلغ ال1500 جنيه ثمن الأسلحة التي اشتريتها وتبرعت بها دفع دفعة واحدة أم على مرات؟ ج: لا على دفع.
- س: ولمن تبرعت بهذا التبرع؟
- ج: أنا اشتريت أسلحة وتبرعت بها للهيئة العربية.

### شهادةإبراهيم عبد الهاديباشا[2]
- س: قيل إن المتهم عبد الرحمن عثمان خرج من سجن الأجانب يوم 14 يوليو سنة 1949، قابل دولتكم بالقطار الذاهب إلى الإسكندرية في اليوم المذكور، فما هو قولك.
- ج: أذكر أنه قبل سفري إلى الإسكندرية بيوم، وكان هذا في شهر يوليو 1949، وأنا كنت أستفهم دائما عن مجريات التحقيق في القضية، وفهمت أن واحدًا من المتهمين له اعتراف جديد فطلبني الحكمدار طلعت بك وقال لي: إن هذا المتهم يشهد ضمن شهادته على واحد يبقى ابن خالة المتهم نفسه، وابن خالة المتهم ده يبقى ابن محمود باشا يوسف وكيل الخاصة الملكية، وأذكر أنه في هذا الوقت كان طالبًا في المدرسة الحربية أو البوليس، فأنا قلت له: أنا أحب أن يجيبني في اليوم التالي أي الشخص المعترف لكي أسمع منه أقواله بنفسي، فوعد بإحضاره ثاني يوم، وفي اليوم التالي جد ما استوجب سفري إلى الإسكندرية في الظهر، ولا أتذكر اليوم بالضبط، فنزلت من الديوان وذهبت إلى المحطة وجاءني الحكمدار وقال لي: أنت طلبت المتهم المعترف وأنا أحضرته وهو معي في المحطة تحب تشوفه، قلت: مافيش مانع هاته معي في القطار، ويرجع من هنا، وأحضره طلعت بك وسمعت منه الاعترافات، وعاد في اليوم نفسه ولا أعرف إن كان استمر في القطار ونزل في الإسكندرية أو نزل في محطة أخرى قبل ذلك، لأن كل ما استغرقته معه من الزمن لا يزيد على ربع ساعة.
- س: وهل تذكر اسم هذا المتهم؟
- ج: لا.
- س: وما كان الغرض من سماعك لأقواله؟
- ج: الغرض هو أن أسمع بنفسي لأتأكد بنفسي فقد يكون لي رأي في توجيه البحث، وذلك لأنه كان يشهد على واحد قريبه، وكان في أقواله ما يستدعي سماعها- وأذكر أن مما قاله هذا المتهم ضد قريبه، أن قريبه كان يمول الجماعة بالمال وأنه باع شيءًا من الأرض في هذا السبيل أو شيء من هذا القبيل.
- س: وهل ترتب على سماعك لأقواله أي توجيه؟
- ج: كل ما حصل أنه كان مطلوب القبض على الشخص الذي اعترف عليه المتهم، فأنا وافقت على ذلك بعد سماعي أقواله بصفتي الحاكم العسكري العام.
- س: ومن كان يتولى عرض نتائج التحقيق؟
- ج: ما فيش حد كان يتولى العرض إلا إذا كنت أسأل أنا فكنت أطلب الحكمدار وأسأله والبوليس دائما يتتبع المسائل الخاصة بهذه القضية كشأنه في كل قضية أخرى، وبوصفي حاكم عسكري يا إما هو يخبرني يا إما أنا أطلبه.
- س: أفهم من هذا أن طلعت بك هو الذي كان يتولى عرض التحقيق؟
- ج: ما يتولى عرضه هو مرحلة من مراحل تحقيق البوليس.
- س: وهل اختلى دولة الباشا بالمتهم عبد الرحمن عثمان في صالونه الخاص؟
- ج: لأ وكان اللواء طلعت بك حاضرًا كلام المتهم.
- س: هل ذكر اللواء أحمد طلعت بك لدولة الباشا أن للمتهم عبد الرحمن عثمان طلبًا خاصًا بدخوله كلية الحقوق؟
- ج: لا أذكر.
- س: هل سأل الباشا المتهم عبد الرحمن عثمان أثناء الطريق عن معلوماته عن الأستاذ منير دلة؟
- ج: مطلقا ولم أذكر اسمه ولا مر على خاطري.
- س: وهل سأل الباشا المتهم عبد الرحمن أثناء الطريق عن الأستاذ عبد الحكيم عابدين؟
- س: لا وكل ما قام في ذهني هو أن أتحقق من أنه يقرر أقواله عن ابن خاله ابن محمود باشا يوسف، وكنت أريد أن أتأكد من ذلك بنفسي.
- س: هل سألت المتهم عما إذا كان هناك مصادر لتمويل المتهمين في هذه القضية؟
- ج: لا أذكر، كل هذا يحتمل أن يكون قاله المتهم في أقواله.
- س: هل أشرت أثناء الحديث مع المتهم إلى جماعة الإخوان المسلمين وطلبت من المتهم أن يدلي بما عنده بخلاف ما سبق أن أدلى به إذا كان لديه ما يمكن الإفضاء به؟
- ج: مطلقًا.
- س: هل لم تسأل المتهم عن شعوره نحو قرار حل الإخوان؟
- ج: لا، وما كان هناك ما يستدعي ذلك.
- س: هل عرضت على المتهم شيءًا من المرطبات؟
- ج: لا. وأنا أقول إنه حدث في مرة غير هذه المرة أن أحضر لي أحد الضباط متهمًا في حادثة إخفاء مالك وابتدأ باعترافاته حتى بلغت الساعة الثالثة صباحًا والإنسان منا بشر يجوع، فأحضرت طعامًا وأعطيت منه شيءًا للمتهم.
- س: هل اتصل بعلمك أثناء توليك الحكم أن تعذيبًا وقع على أحد المتهمين في قضايا الإخوان؟
- ج: إشاعات والنيابة تتولى التحقيق.
- س: وهل وصلك بعد خروجك من الوزارة أن تعذيبًا وقع على بعض المتهمين؟
- لم أسمع إلا إشاعات كما جرت في كل القضايا.
- يقرر عبد الرحمن عثمان أنه في يوم 10 يوليو سنة 1949 أثناء رياستكم للوزارة استحضر إلى محافظة مصر وعذبه الضابطان محمود طلعت، ومحمد الجزار بوضع ساقيه في فلكة وبضربه بالسوط، وقد أثبت تقرير الطبيب الشرعي أن الإصابات الثابتة يمكن أن تنتج من مثل هذا التعذيب فما قولك؟
- ج: لم أسمع بهذا.
- س: يقرر عبد الرحمن عثمان أنه في يوم 11 يوليو سنة 1949 أثناء توليك رياسة الوزارة ومنصب الحاكم العسكري العام استدعى إلى محافظة مصر وقام اللواء أحمد طلعت بتعذيبه مع الضابط فاروق كامل، فهل وصل ذلك إلى علمكم؟
- لا.
- س: هل كان الباشا يعلم أن النيابة أذنت بخروج عبد الرحمن عثمان لمصاحبته بالقطار وهذا المتهم تحت التحقيق والنيابة هي الأمينة عليه؟
- ج: كل الذي أعرفه أني قلت لطلعت بك ممكن أشوف المتهم، أما إذا كان هو قد أستأذن النيابة فهذا ما لا أعرفه وليس لي به علم.
- هل كان الباشا يحضر إلى محافظة مصر أثناء تحقيق هذه القضية وإن كان لا يحضر التحقيق؟
- ج: هذه القضية لم أدخل المحافظة بشأنها أصلا.
- وفي أثناء تحقيق الاعتداء على الأستاذ حامد جوده. هل كنت تحضر للمحافظة؟
- أنا أجاوب في هذه القضية فقط، وأما في القضايا الأخرى فأنا مستعد للإجابة في وقته.
- هل كان دولة الباشا يحضر إلى المحافظة عند التحقيق في قضايا أخرى، وأن كان لا يحضر التحقيق؟
- أنا حاضر في هذه القضية لأجاوب عنها.
- الأستاذ طاهر الخشاب هناك شاهد أعلناه لجلسة اليوم وهو متهم في قضية الأوكار واسمه مصطفى كمال عبد المجيد، قرر أن تعذيبًا وقع عليه في المحافظة بحضور دولة الباشا والنيابة لم تقدم هذا الشخص متهمًا في هذه القضية.
- ج: أنا لم أر مصطفى كمال عبد المجيد في المحافظة، وإنما في حادثة الاعتداء في مصر القديمة وكنت وصلت إلى بيتي وإذا بالتليفون يخبرني بأن اعتداء وقع على الأستاذ حامد جودة وهو في الطريق، وأن المتهم قبض عليه في قسم مصر القديمة، وأن الاعتداء كان بقنابل ومسدسات، فرجعت من بيتي على قسم مصر القديمة فوجدت الشاب مصطفى عبد المجيد مقبوضا عليه-
- وبمجرد أن رآني استغاث بي وقال: أنا في عرضك وسألته أنت حضرت المسألة دي، فقال: «نعم» وأنتم تعذروني وسأقرر الحقيقة، وطلبت له ماء فأحضر وشرب ومكثنا هناك لغاية ما حضرت النيابة، فقد حضر إسماعيل بك عوض وجاء النائب العام- وهل مصطفى كمال يقول إنه عذب بحضوري؟ أنا أقسم بشرفي أن هذا لم يحصل مطلقًا.
- س: هل حضر دولة الباشا للمحافظة أثناء تحقيق الاعتداء على الأستاذ حامد جودة؟
- ج: والله أنا كنت أروح المحافظة من وقت لآخر.
- هل لم تمض الوقت في المحافظة لغاية نصف الليل؟
- أنا مضيت الوقت في المحافظة للساعة الخامسة صباحًا للقبض على مالك، وهذه هي الليلة الوحيدة فقط التي مضيت هذا الوقت الطويل.
- س: (من المتهم عبد الرحمن عثمان): ألم أشك إلى دولتكم أنهم ضربوني وأن أحمد بك طلعت عذبني؟
- ج: لم يحصل.
- س: ألم تقل إن حسن البنا «ي» قد استرحنا منه وكبار الإخوان في المعتقلات وأنت طالب تدرس في الحقوق ومن مصلحتك أن تنجو بنفسك وهذه القضية أي قضية الجيب هي قضية عسكرية لي الأمر الأول والأخير فيها؟ ألم يحدث هذا؟
- ج: لا ولم يحدث وماكنتش في حاجة إلى هذا ولا موجب له.
- س: وقت التحقيق في هذه القضية هل كان التحقيق في عنق النيابة؟
- ج: إن تحقيق هذه القضية بدأ قبل أن أتولى الوزارة.
- س: ووقت ما توليت الوزارة أكانت النيابة قوامة على التحقيق؟
- ج: طبيعي.
- س: أيمكن أن تؤكد لنا دولتكم أن النيابة في تحقيقها لم تكن تتلقى وحيًا من الحكومة؟ ج: أنا أؤكد لك أني لم أشغل نفسي بشيء من هذا، والقضية كانت تسير في طريقها الطبيعي ولم تكن بحاجة مني إلى توجيه النيابة.
- س: فهمنا مما سمعنا من دولتكم أنه إنما أتى لكم بالمتهم عبد الرحمن عثمان المعترف لأن التحقيق اعترض طريقه في هذا الاعتراف إدلاء بأقوال ضد ابن محمود باشا يوسف، فهل هذا الذي فهمته وفهمه معي من سمع هو الصحيح؟
- ج: على كل حال يسأل عنه من الشخص الذي قام في ذهنه الاهتمام بهذا الأمر- وعرضه علي وفيما يتعلق بي فإنه عندما قام أمامي من الدليل ما يريحني أمرت بالقبض على ابن محمود باشا يوسف.
- س: أما كان هذا التصرف من النيابة غير طبيعي؟
- ج: أنا حاكم عسكري والبوليس يعطي حالات اشتباه لأشخاص معينين، وأنا أقول أقبض أو لا تقبض والنيابة تتصرف.
- س: معنى هذا وأنت تذكر سلطانك كحاكم عسكري أنك توجه النيابة؟.
- ج: أنا لم أكن أوجه النيابة.
- س: ألم يكن لدولتك توجيه إذن؟
- ج: أرجو أن توضح المسائل على حقيقتها، وأنا أقصد توجيهي للبوليس فقط، فإذا أريد القبض على شخص معين، فلابد لي من أن أعرف ظروف ذلك، والمسألة مسألة حفظ أمن وأنا تكلمت فيما اعتقده، وأنا رجل مسئول عن الأمن في البلد، والبوليس يعرض على أسماء أشخاص وأنا لا بد لي من التثبت، وأما اتصالي بالنيابة فلا شأن لي به.
- س: وأنا ما وجهت السؤال إلى الباشا هذا إلا لعلمي بأنه سيجيب عنه في ضوء العقل القضائي.
- ج: وأنا أدلي بكلامي بالعقل القضائي وبالذمة القضائية.
- س: دولتكم ذكرت أنك لما ذهبت إلى قسم مصر القديمة، وقابلت مصطفى كمال عبد المجيد بادرك بالاستغاثة فمن كانت الاستغاثة؟
- ج: أظن التحقيق تناول هذا- وقد كان يقول أنا عطشان، أنا حيموتوني، والمحقق سأله لأنه وجد فيه جراحًا، فقال إن الناس الذين تتبعوه هم الذين آذوه.
- س: ألا تذكر أنك قابلت متهمين آخرين في هذه القضية بالذات أثناء تحقيقها؟
- ج: مثل من؟ أذكره.
- س: جمال الدين فوزي.
- ج: لأ لا أعرفه.
- س: ألم يكن فضيلة المرشد العام يتصل بك وأنت رئيسًا للديوان الملكي؟
- ج: شأنه شأن كل واحد يحب يقابل رئيس الديوان.
- س: ألم يتناول في أحاديثه معك مسألة فلسطين والتطوع؟
- ج: لا، وإنما جالي الشيخ حسن البنا وطلبه أن يسافر إلى اليمن في أيام ثورتها فنصحته أن لا يسافر، وإنما فلسطين فلم يسأل في شأنها.

## شهادات المتهمين

### شهادة سعد أفندي جبر التميمي[2]
- س: بعد ما قبض عليك عندما كنت تخرج من السجن. هل كان يذهب بك إلى النيابة أو إلى مكان آخر؟
- ج: مرة رحت المحافظة وضربوني وطلعت الساعة 11 ورجعت الساعة 1.30 صباحًا وده ثاني يوم قبض علي حوالي 7 أو 9 أو 10 مايو سنة 1949.
- س: هل تستطيع أن تذكر لنا من اشتركوا في تعذيبك؟
- ج: نعم اشترك توفيق السعيد وعبد المجيد العشري وواحد جاويش اسمه مصطفى التركي، وعملت بذلك محضر رسمي في سجن مصر أول ما رجعت والنيابة لم تسأل عني والطبيب بعد 21 يوم وصف الإصابات جميعها. س: وما الغرض من ذلك؟
- ج: كانوا طالبين بعض البيانات بالذات تتلخص في أني أقول أعرف فلان أو فلان وأشخاص معينين، وأول يوم رحت لطلعت بك عزم علي بسجاير وجاب لي فطار، ولم أقبل السجائر ولا الفطار، وبعدين ضربوني واللي ضربوني سبعة، وتوفيق السعيد قعَّدْني على كرسي مخروق وكان على جنبي الشمال، والعشري على جنبي اليمين، والتركي يضربني بالجزمة في وشي، ولم أقل الكلام اللي هم عاوزينه وأصريت على الحقيقة التي أعرفها والضرب لم يزعزعني.

### مصطفى أفندي كمال[2]
وجاء في أقوال مصطفى أفندي كمال عبد المجيد في شهادته أمام المحكمة عن التعذيب ما يلي:
- س: ذكرت في تحقيق النيابة أنك تعرف الثلاثة وأنك كنت تقود السيارة الجيب.
- ج: الكلام ده أحمد بك طلعت كتب به ورقة وبعد ضربي وتعذيبي وأخذني قسم مصر القديمة وربطني بقيد شديد في يداي وربط حبل في القيدين من الخلف وعلقوني في شباك القسم وجابوا نيران السجاير وحرقوني، وواحد ضابط طويل كان ماشي مع دولة إبراهيم عبد الهادي باشا، وكان يحرقني بالسجاير وبعد كده جاب ورقة وقال لي: امض عليها، وكتب هو فيها كل حاجة، وفي نفس الليلة دي لا أذكر الساعة كام وبعد ساعتين ثلاثة جه حضرة المحقق (وأشار على محمد بك عبد السلام) وحكيت له القصة الخاصة بالتعذيب، فأعرض عني ونزل ولم يقبل أن يكتب ولا كلمة وتركني البوليس السياسي ومنعوني من النوم 48 ساعة، وقعدوا لي واحد ضابط كده وواحد ضابط كده، وكانوا يغيروا عليه وآجي أنام يضربوني، وأضربت عن الطعام احتجاجا وهددوني بالاعتداء على عرضي ومضوني على أوراق لا أعرف عنها حاجة، وقعدت عشرة أيام مضربًا عن الأكل إضرابًا تامًا، وقالوا إن لم تأكل سنعتدي على شرفك، وفتحت هذا التهديد بقيت آكل خوفًا من هذا وأنا وقعت على أوراق لا أعرف ماذا فيها، ووقعت عليها تحت إرهاقي، ومرة اثنين ضباط حضروا لي وقالوا أحنا وكلاء نيابة مستعدين ندون لك بس كل، فقلت لهم أنا عارفكم وليس عندي شيء.
- س: متى حصل هذا التعذيب؟
- ج: جزء منه في مصر القديمة.
- س: متى؟
- ج: في 5 مايو سنة 1949.
- س: وكيف أحضروك؟
- ج: البوليس حاصر الحي وأخذوني وقالوا فيه ناس ضربوا قنابل وقبض على مع ناس كثيرين جدًا وحطونا في حوش كبير وأنا ساكن في العباسية، وكنت مطارد من البوليس، وكان عاوز يقبض عليَّ، وكنت أزور واحد في مصر القديمة، وبعدين البوليس لما سألني قلت على اسمي بالضبط فقالوا مفيش غيرك فضلوا يضربوني وقالوا لي أنت اللي ألقيت قنابل على رئيس الوزراء.
- س: في هذه الجهة هل حضر أحد من النيابة؟
- جه منصور باشا العام وإبراهيم عبد الهادي باشا وضباط كثيرين وأنا قلت لإبراهيم باشا أنا في عرضك يا سعادة الباشا الحقني، فقال لي: «أنت ضربت قنابل عليَّ» فقلت له: «لا» فقال: «أنتم عاوزين تقتلوني ليه أنا مش ألغيت البغاء؟ مش علمت الدين في المدارس؟ فقلت له ما أعرفش حاجة وسابني ومشي وقال إن ما كنش يتكلم شرحوه، وبعدين جم الضباط بتوع القلم السياسي في مصر القديمة، مضوني على ورق وأنا كنت ميت معلق في الهواء وكل ده بالليل، وجه محمد عبد السلام بك وعمل محضر وقال لي: «تعرف إيه عن الجيب» فقلت له: «ما أعرفش» وقال لي: «أنت كنت راكب ومعك فلان ده ولم يكتب حاجة» وبعدين قعدت في المحافظة يومين ورحت له في مصر القديمة فقعدوني في الزنزانة وملوها ميه لم أنم ليلتها.
- س: هل عرض عليك حضرة المحقق محمد عبد السلام بك المتهمين الثلاثة أحمد عادل كمال وطاهر عماد الدين وإبراهيم محمود علي؟
- ج: بعد يومين ثلاثة ضربوني وشالوني وأرسلوني لمحمد عبد السلام بك في النيابة وقعدوني على كرسي ودخل على شوية أفندية وقعدوا زعقوا مع بعض وبعدين مشيوا، وأنا كنت تعبان جدًا وكانوا يتناقشوا مع المحقق وأنا عبارة عن جثة.
- س: لما دخل الناس زعقوا هل كنت واقفًا أم جالسًا؟
- ج: كنت قاعد على الكرسي؟
- س: عند وجودك بقسم مصر القديمة هل استمر تعذيبك بعد وصول سعادة النائب العام؟
- ج: نعم واشتد.
- س: هل كان أحمد طلعت بك موجود يوم الزعيق ده؟
- ج: لا.

### شهادة عبد الفتاح أفندي[2]
- س: ذكرت في التحقيق أنك أقسمت اليمين على طاعة قيادة هيئة سرية في منزل بشارع فؤاد الأول؟
- ج: ما أعرفش حاجة عن الموضوع ده واللحظة اللي حصل فيها تحقيق معي كنت تعبان ولم أشعر بحاجة حولي لأني بقالي شهرين مانمتش وماكلتش ومعذب باستمرار.
- س: من كان يعذبك ولماذا التعذيب؟
- أول ما قبض علي في ميدان الملكة فريدة الساعة 9 يوم 9 مايو سنة 1949 واللي قبض علي واحد اسمه العشري ومعه النكلاوي وهو ساكن جنبي، ووجدت الضرب فوق دماغي بالطبنجات ولم أدر إلا وأنا في المحافظة، ودخل أحمد طلعت بك وقال: «حتقول أو مش حتقول» فقلت له: «حاقول أيه؟» فقال: «باين عليك مقاوح وأنا عاوز أشرحك» فقلت: «لا مفيش ما يدعو» فقال: «خذه يا عشري» وأخذوني عند محمود طلعت أفندي وهو ضابط فقال لي: «اقعد» وقال لي: «شوف يا ابني هنا أحكام عسكرية» وقال لي: «أتقول اللي حاقول عليه وإلا حتتعب قوي» فقلت له: «اللي أعرفه أقوله» فقال لي: «أنت من الإخوان المسلمين» قلت: «أنا أتشرف» وقال لي: «إنت من الإخوان» قلت: «أيوه» فقال لي: «بتعمل إيه» فقلت له: «فيه إخواني اعتقلوا واحنا بنلم لهم فلوس» فقال لي: «احنا حنخليهم يتشرمطوا» وأخذوني ودخل العشري وواحد اسمه فاروق ومصطفى، ومصطفى قال لي أقلع وبعدين فضلوا يضربوني من الساعة 9 إلى الساعة 4 صباحا، وكانوا مقسمين نفسهم كل مجموعة 12 عسكري وضابط، وكانوا يحطوا في رجلي فلقة، وكانت الفلقة تنكسر، فجابوا عصا من بتوع المظاهرات، وبعدين جابوا كرابيج هجانة، وكتفوني من الخلف وفضلوا يضربوا في، وأثناء الضرب أغمى عليَّ، وفوقوني بالنشادر ولقيت أحمد طلعت، وقال دي أول جولة والجولات آتية، وبعدين أخذوني قسم مصر الجديدة، وبعدين رئاسة الوزراء، وكان فيه واحد ضابط هناك عرفت أنه أخ إبراهيم باشا، وإبراهيم باشا قال: حتقول أو مش حتقول؟
  - فقلت له: «أنا بانضرب كل ليلة ولم أنم وكل جسمي بيوجعني» وبعدين قال: «أنا عندي أمر أموتك» وقال لي: «أنا حاخليهم يشرحوك» وكان الضباط يتباهون أنهم يقسمون التعذيب، وبعدين جه واحد اسمه محمد علي صالح وقال: «إنت شميت ريحة الجلد لما يحترق؟» وبعدين قال نجرب كل واحد من الضباط يجيب السيجارة ويحرقني، وبعدين جاب سيخ حديد وحطوه على النار، وبعدين دخل محمود طلعت وقال سيبوه ده معايا، وقال أنت عمك زميلي ورئيسي وأعمامك اعتقلوا وأخوالك وأختك اعتقلت، وبعدين حطوني في سجن الأجانب على الأسفلت، وحطولي لمبة كبيرة جدًا وساعة ما آجي أنام يخبطوا على الباب، وبعدين لقيت بتجيني نوبات شديدة، وبعدين جابو لي واحد عسكري أسود لا يمكن أنساه، وقالو لي إذا لم تتكلم حيرتكب معك الفحشاء، وأنا قلت له إذا عملت هذه العملية أنا مش حاقدر أقاومك لأني متكتف، وبعدين قلت له: فيه رب وبعدين في هذه الأثناء أخذوني التحقيق وكان إسماعيل بك عوض يسألني وأنا أقول مش عارف، وييجي أحمد طلعت ويقول له أنا عوز الولد ده ولا أدري إلا وأربعة رامييني في سجن الأجانب، وييجي إبراهيم عبد الهادي باشا يقول أخوالك معتقلين وأعمامك معتقلين وأختك وأنا الحاكم العسكري، وفي أثناء التحقيق جه محمود باشا منصور وقلت له: «أنا عذبت» فقال: «الحكومة عارفه وأحنا عارفين وإن لم تتكلم حتعذب» وفي هذه الأثناء كانوا يأخذوني في التحقيق ويكتبوا اللي يكتبوه والنهارده وأنا جي لقيت الضباط بتوع القلم السياسي اللي هم من إجرامهم يجيبوا أخويا ويضروبه أمامي وأنا لا أعرف حاجة عن هذا الكلام.
- س: قبل أن يضربوك طلبوا منك أن تقول أقولاً معينة؟
- أيوه طلبوا مني أن أقول إني أعرف مالك وعاطف، وطلبوا مني أن أقول إني مشترك في عملية حامد جودة وأعرف المتهمين، وكانوا يجيبوا منهم ولا يعرفوني فيقولوا لهم مش ده عبد الفتاح ثروت.

وبعد ذلك أغمى على الشاهد المذكور وتشنج وتقلصت أعصابه وأخذ يصدر صوتًا منقطعًا عاليًا، واستمرت هذه الحالة مدة طويلة، ثم نقل بمعرفة ضباط الحرس إلى غرفة إسعاف المحكمة لإسعافه، وقد لاحظت المحكمة في أول الأمر أن الشاهد كان في حالة عصبية أثناء إدلائه بشهادته.

## الحكم في القضية
نص الحكم:
- السجن ثلاث سنوات: مصطفى مشهور - محمود السيد خليل الصباغ - أحمد محمد حسنين - أحمد قدري الحاتي - السيد فايز عبد المطلب
- السجن سنتين مع الشغل : عبد الرحمن علي فراج السندي – أحمد زكي حسن – أحمد عادل كمال – طاهر عماد الدين – محمود حلمي فرغلي – محمد أحمد علي – عبد الرحمن عثمان – صلاح الدين عبد المتعال – جمال الدين طه الشافعي – جلال الدين ياسين – محمد سعد الدين السنانيري – علي محمد حسنين الحريري.
- الحبس سنة واحدة : محمد إبراهيم سويلم.
- براءة المتهمين جميعا من التهمة الرابعة الخاصة بحيازة أجهزة وأدوات ومحطة إذاعة لاسلكية بدون إخطار.
- براءة 14 متهما هم : محمد فرغلي النخيلي – محمد حسني أحمد عبد الباقي – أحمد متولي حجازي – إبراهيم محمود علي – الدكتور أحمد الملط – جمال الدين إبراهيم فوزي – السيد إسماعيل شلبي – أسعد السيد أحمد – محمد بكر سليمان – محمد الطاهري حجازي – عبد العزيز أحمد البقلي – كمال سيد القزاز – محمد محمد فرغلي – سليمان مصطفي عيسي..

### حيثيات الحكم
في 13 أبريل 1951 نشرت الصحف حيثيات الحكم في قضية السيارة الجيب علي الصورة الآتية:
«المحكمة تعلن» وهي مطمئنة «أن تعذيبًا وقع علي المتهمين».
«كان التحقيق فوضى، تارة تتولاة النيابة وأخري يتولاه عبد الهادي باشا».
«المحكمة تشيد بمبادئ الإخوان المسلمين، ولكن المتهمين انحرفوا عنها بدوافع وطنية كأبناء بلد محتل مغلوب علي أمره» «وتحت تأثير كارثة فلسطين».
وقع أسس أحمد كامل بك رئيس دائرة الجنايات المكونة من سعادته وعضوية محمود عبد اللطيف بك ومحمد وكي شرف بك حيثيات حكمها في قضية السيارة الجيب، التي كان متهما فيها 32 شخصا من الإخوان بالتفاق الجنائي العام علي قلب نظام الحكم ة وإحراز الأسلحة، وقضي ببراءة 14 متهما ويحبس الباقين مددا تتراوح بين ثلاث سنوات وسنة واحدة – ويقع الحكم في 385 صفحة فلوسكاب. وقد بدئبأسماء المتهمين والتهم والمنسوبة إليهم وبيان الأوراق والأسلحة التي ضبطت ثم جلسات المحاكمة – ثم أشار إلي اعترافات عبد المجيد حسن قاتل النقراشي – ثم عرض إلي اعترافات عبد الرحمن عثمان.
وتناول الحكم بعد ذلك الكلام عن جماعة الإخوان المسلمين مشيرا إلي نشأتها ومسارعة فريق كبير من الشباب للالتحاق بها، والسير علي المبادئ التي رسمها منشئتها، والتي ترمي إلي تطهير النفوس مما علق أو يعلق بها من شوائب، وإنشاء جيل جديد من إخوان مثقفين ثقافة رياضية عادية، مشربة قلوبهم بحب وطنهم، والتضحية في سبيله بالنفس والمال. ومضت تقول : وقد كان لابد لمؤسسي هذه الجماعة لكي يصلوا إلي أغراضهم أن يعرضوا أمام هذا الشباب مثلا أعلي يحتذرونه في الدين الإسلامي وقواعدهم التي تصلح لكل زمان ومكان، فأثاروا بهذا المثل العواطف التي كانت قد خبث في النفوس، وقضوا علي الضعف والاستكانة والتردد.
وهذه الأمور تلازم عادة أفراد شعب محتل مغلوب علي أمره، فقام هذا النفر من الشباب يدعو إلي التمسك بقواعد الدين والسير علي تعاليمه. وإحياء أصوله، سواء أكان ذلك متصلا بالعبادات والروحينيات أو بأحكام الدنيا. ولما وجدوا أن العقبة الوحيدة في سبيل إحياء الوعي القومي في هذه الأمة هي جيش الاحتلال، الذي ظل بين المحتل وبين فريق من الوطنيين الذين ولوا أمر هذا البلد مباحثات ومفاوضات علي إقرار الأمور ليخلص اتلوادي لأهله، ولم تنته هذه المفاوضات والمحاولات الكلامية إلي نتيجة طيبة. ثم جاءت مشكلة فلسطين وما صحبها من ظروف وملابسات. ولما كان كل هذا.. اختل ميزان في بعض أفراد شباب جماعة الإخوان فبدلا من أن يسيروا علي القواعد التي رسمها زعماؤهم، والتي كانت قديرة حتما علي تربية فريق كبير من أفراد الشعب وتثقيفهم وإعلاء روحهم المعنوية.. بدلا بهم أهدافهم من سبيل قصير. فاتحدت إرادتهم علي القيام بأعمال قتل ونسف وغيرها مما قد لا يضر المحتلين بقدر ما يؤدي بمواطنيهم، وذهبوا في سبيل ذلك مذهبا شائكا، منحرفين عن الطريق الذي رسمه لهم رؤساؤهم والذي كان أساسًا قويا لبلوغهم أهدافهم. وحيث أنه يتبين من كل هذا أن هذه الفئة الإرهابية لم يحترفوا الجريمة وإنما انحرفوا عن الطريق السوي فحق علي هذه المحكمة أن تلقنهم درسا.
درس رءوف: علي أن المحكمة تراعي في هذا الدرس جانب الرفق، فتأخذهم بالرأفة تطبيقا للمادة 17 من قانون العقوبات؛ لأنهم كانوا من ذوي الأغراض السامية التي ترمي أول ما ترمي إلي تحقيق الأهداف الوطنية لهذا الشعب المغلوب علي أمره.

## انضمام القضاة للإخوان
وفي تحقيق صحفي نشرته صحيفة أخبار اليوم في 12 يوليو 1952 مع المستشار أحمد كامل بك رئيس المحكمة التي أصدرت حكمها في قضية السيارة الجيب. تحت عنوان: «المستشار الذي حاكم الإخوان المسلمين أصبح واحدا منهم» جاء فيه: أنه بعد أن انضم إلي الجماعة سعادة أحمد كامل بك الرئيس السابق لمحكمة جنايات مصر، الذي أصدر حكمة في قضية سيارة الجيب. قد اختير سعادته رئيس للجنة الاستشارية للإخوان في العاصمة الثانية الإسكندرية وسيشرف سعادته علي تنفيذ هذه المشروعات التي وضعت لصالح الجماعة وهي : 1 – الضمان الاجتماعي. 2 – التأمين الصحي والعلاجي. 3 – تنظيم جباية الزكاة وإنفاقها في وجوهها الشرعية.
فبعد أربعة شهور متتالية، درس فيها المستشار أحمد كامل بك برامج الجماعة، وتعمق في تحليل حقيقة أهدافها ومراميها، وتلتقط أسماعه أقوالا متناثرة في ساحة القضاء، ليصدر بعد ذلك حكمه بأن الإخوان المسلمين جمعية إسلامية تهدف إلي إقامة مجتمع إسلامي مثالي يحكمه الدين.
وقال «كنت مطالبا بأن أكون عقيدة لنفسي قبل أن أكون عقيدة لغيري، وكان يجب أن أعيش في القضية مكان المتهمين ومكان أعضاء الجماعة ومكان قائد الدعوة، لأومن بما يؤمنون به، أو لأكفر بما يعتقدون أنه الحق.. وبين الإيمان والكفر كانت تنظر قضية سيارة الجيب، لتحدد وإلي الأبد.. مصير الإخوان المسلمين.. ولتحدد بعد ذلك مصيري. فإني أعتقد أن هذه القضية هي وحدها التي هدتني إليهم، وهي التي دفعتني إلي أن أصبح عضوا عاملا في الجماعة، أسير معهم، وأدافع عنهم عندما يحين لقضية " الأوكار " أن تعرض أمام القضاء.»، وقد استقال أحمد كامل بك من القضاء وعمل محاميا بالإسكندرية كما أنه ترافع ضد الحكومة في قضية مقتل حسن البنا.
كما صرح المستشار محمود عبد اللطيف بك عضو اليمين في هذه المحكمة فور الانتهاء من نظر قضية السيارة الجيب حيث قال: «كنت أحاكمهم فأصبحت واحدًا منهم»

## وصلات خارجية
- كتاب: «قضية سيارة الجيب...الحيثيات... ونص الحكم»، دار الفكر الإسلامي، إخوان ويكي
- قضية السيارة الجيب، كتاب حقيقة التنظيم الخاص ودوره في دعوة الإخوان المسلمين، محمود الصباغ
- أقوال كبار الشهود وحوادث التعذيب في قضية السيارة الجيب، كتاب حقيقة التنظيم الخاص ودوره في دعوة الإخوان المسلمين، محمود الصباغ
- قضية السيارة الجيب، الجزء الثاني - الباب الثاني، الإخوان المسلمون أحداث صنعت التاريخ، محمود عبد الحليم